# Éldis Fernando Damasio
Éldis Fernando Damasio, mais conhecido como Fernandinho (Matão, 13 de janeiro de 1981), é um ex-futebolista brasileiro que atuava como meia e atacante.

## Carreira
Fernandinho começou sua carreira profissional no Guaratinguetá, no ano de 2001. Na equipe, disputou a Série B2 do Campeonato Paulista, quando o Guaratinguetá ficou em terceiro. No ano seguinte, o time conquistou a Série B1 pela primeira vez, em seu terceiro campeonato disputado. No mesmo ano de 2002, foi transferido para o Figueirense. No clube de sua cidade natal, foi campeão catarinense em 2003, e disputou dois Campeonatos Brasileiros, em 2002 e 2003.[carece de fontes?]
Em 2004, Fernandinho voltou ao estado de São Paulo, desta vez defendendo o São Caetano, onde foi campeão paulista, na equipe treinada pelo treinador Muricy Ramalho. Mas Fernandinho não continuou para a disputa do Campeonato Nacional e, pela primeira vez, foi defender uma equipe do exterior: o Gamba Osaka, do Japão. Na J. League de 2004, a liga nacional japonesa, o Gamba Osaka terminou na 4ª colocação. Mas foi em 2005 que Fernandinho viveu sua melhor temporada em terras japonesas. O Gamba Osaka foi campeão nacional, e Fernandinho foi eleito para a Seleção do Campeonato.[carece de fontes?]
Na temporada 2006, o Gamba Osaka terminou em terceiro, mas Fernandinho já tinha status de ídolo em Osaka. Na temporada seguinte, o brasileiro trocou de time, indo para o Shimizu S-Pulse. Mais uma vez, Fernandinho fez uma boa temporada, e sua equipe terminou na 4ª posição. Em 2008, o jogador acabou emprestado para o Kyoto, equipe de menor expressão do futebol do Japão. A equipe se livrou do rebaixamento, ficando na 14ª posição ao fim da temporada. Em 5 de janeiro de 2009, o Vasco da Gama anunciou a contratação do meia Fernandinho, para a disputa do Campeonato Estadual do Rio de Janeiro, da Copa do Brasil e da Série B do Campeonato Brasileiro. Após seis meses, Fernandinho rescindiu o contrato com o Vasco e, em poucos dias, acertou sua transferência para o Oita Trinita, do Japão.

## Títulos
Figueirense
- Campeonato Catarinense: 2003[carece de fontes?]

São Caetano
- Campeonato Paulista: 2004[carece de fontes?]

Gamba Osaka
- Campeonato Japonês: 2005[carece de fontes?]

Mogi Mirim
- Campeonato Paulista do Interior: 2012[carece de fontes?]

Ventforet Kofu
- J. League Division 2: 2012[carece de fontes?]

## Artilharias
- 2009 - Copa Suruga Bank: (1 gols)'[carece de fontes?]